# Tetrairidiumdodecacarbonyl
Tetrairidiumdodecacarbonyl ist ein Metallcarbonyl mit der Summenformel Ir4(CO)12. Es handelt sich um eine kanariengelbe Verbindung  und einen relativ luftstabilen Komplex von Iridium in der Oxidationsstufe Null.

## Darstellung
Tetrairidiumdodecacarbonyl kann aus Iridium(III)-chlorid in einer zweistufigen Synthese hergestellt werden. Zunächst wird hydratisiertes Iridium(III)-chlorid reduktiv carbonyliert, mit einem anionischen Dicarbonyldichloridokomplex der Formel [Ir(CO)2Cl2]− als Zwischenstufe. Durch weitere Reduktion mit Kohlenstoffmonoxid entsteht der vierkernige Komplex:
{\displaystyle \mathrm {1)\ IrCl_{3}+3\ CO+H_{2}O\rightarrow } } {\displaystyle \mathrm {[Ir(CO)_{2}Cl_{2}]^{-}+CO_{2}+2\ H^{+}+Cl^{-}} }
{\displaystyle \mathrm {2)\ 4\ [Ir(CO)_{2}Cl_{2}]^{-}+6\ CO+2\ H_{2}O\rightarrow } } {\displaystyle \mathrm {Ir_{4}(CO)_{12}+2\ CO_{2}+4\ H^{+}+8\ Cl^{-}} }
Eine einfachere Synthese nutzt Natriumhexachloroiridat(IV) als Ausgangssubstanz, die mit Natriumiodid zunächst zum dreiwertigen Hexachloroiridat reduziert wird. Die quantitativ ausgefallene Zwischenverbindung wird abgesaugt, in Methanol überführt und die so erhaltene Suspension so lange am Rückfluss mit Kohlenstoffmonoxid versetzt, bis eine rot-braune Lösung entstanden ist. Nach dem Abkühlen wird das Gemisch mit Kaliumcarbonat versetzt und intensiv nachgerührt, wobei die Zielverbindung ausfällt und unter Schutzgas abgesaugt wird.
{\displaystyle {\ce {Na3IrCl6 + CO -> Ir4(CO)12}}}
Tetrairidiumdodecacarbonyl lässt sich bei 120 °C in einem Kohlenstoffmonoxid-Strom langsam sublimieren und so aufreinigen.

## Eigenschaften und Struktur
Jedes Iridiumatom ist oktaedrisch von drei anderen Iridiumatomen sowie drei Carbonylliganden koordiniert. Ir4(CO)12 weist eine tetraedrische Symmetrie (Punktgruppe Td nach Schoenflies) auf, in Einklang mit den gefundenen Infrarot- und Raman-spektroskopischen Daten.
Es kristallisiert in der trigonalen Raumgruppe P3 (Raumgruppen-Nr. 143).

## Reaktionen
Die Carbonylliganden des Komplexes können relative leicht durch andere Liganden wie Phosphan oder Olefin-Liganden ersetzt werden.
Mit Alkalihydroxiden und -cyaniden reagiert es, insbesondere in methanolischen und ethanolischen Suspensionen zu einer breiten Serie von mehrkernigen Carbonyliridaten, wie beispielsweise [Ir6(CO)15]2− oder [Ir(CO)4]−.

## Verwendung
Der Komplex kann als Katalysator oder Katalysatorvorstufe für die homogenkatalytische Kohlenstoffmonoxidhydrierung und Fischer-Tropsch-Reaktionen dienen.